# Stereocyclops incrassatus
Stereocyclops incrassatus är en groddjursart som beskrevs av Cope 1870. Stereocyclops incrassatus ingår i släktet Stereocyclops och familjen Microhylidae. IUCN kategoriserar arten globalt som livskraftig. Inga underarter finns listade i Catalogue of Life.